# Otroeda occidentis
Otroeda occidentis är en fjärilsart som beskrevs av Walker 1854. Otroeda occidentis ingår i släktet Otroeda och familjen tofsspinnare. Inga underarter finns listade i Catalogue of Life.